# Corot-1b
Corot-1b är en exoplanet som kretsar kring stjärnan Corot-1. Denna planet är den första som upptäckts av det franskledda rymdteleskopet Corot i maj 2007. Planeten ligger på omkring 1 500 ljusårs avstånd i stjärnbilden Enhörningen
| Corot-1b | Jupiter |
| -------- | ------- |
|          |         |

Planeten är en typisk "het Jupiter", ungefär lika massiv, men med en radie på omkring 1,47 gånger Jupiters, baserade på observationer av Corot. Planeten har en temperatur på över 1 500 K.
Corot-1b kretsar ett varv runt stjärnan på ungefär 1,5 dagar, vilket skulle göra planeten till en mycket varm planet. Moderstjärnan är sollik, av G-klass.
Corot utför fortfarande studier av planeten.